# 66934 Kálalová
66934 Kálalová è un asteroide della fascia principale. Scoperto nel 1999, presenta un'orbita caratterizzata da un semiasse maggiore pari a 2,4409216 UA e da un'eccentricità di 0,1072044, inclinata di 6,13770° rispetto all'eclittica.
L'asteroide è dedicato alla dottoressa ceca Vlasta Kálalová-Di Lotti.